# Friedrich Hoffmann
 Der er flere personer med dette navn, se Friedrich Hoffmann (flertydig).
Friedrich Hoffmann (født 19. februar 1660 i Halle, død 12. november 1742 i Halle) var en tysk læge. 
Hoffmann studerede i Jena og Erfurt, tog doktorgraden 1680 i Jena med afhandlingen De autochiria og blev derefter privatdocent. Hans forelæsninger fulgtes af en så stor tilhørerskare, at det kom til rivninger med professorerne, og han måtte forlade sin stilling. 
Han praktiserede derefter en kortere tid i Minden, men gav sig ud på rejse til Nederlandene (hvor han mødtes med Herman Boerhaave) og England (hvor han mødtes med Robert Boyle) og vendte 1684 tilbage til Minden, hvor han blev garnisonslæge 1685 og fysikus 1686. 
Hoffmann kaldtes 1693 til professor ved det nyoprettede universitet i Halle, hvor han fik ansat sin ven Georg Ernst Stahl som anden professor. Begge skaffede universitet stor berømmelse. 1709—12 var Hoffmann livlæge hos Frederik 1. i Berlin, men vendte atter tilbage til Halle. 
Hoffmann havde stor betydning som farmakolog, især ved sine undersøgelser over medikamenternes sammensætning, virkning og anvendelse, navnlig gjaldt dette mineralvandene. Hans navn er knyttet til flere præparater, bl.a. Hoffmannsdråber. Selv anvendte han medikamenter meget lidt, men benyttede i stedet hygiejnisk-diætetiske forholdsregler.
Hans arbejder over gifte, kontagier og miasmer har også haft betydning, ligesom hans ætiologiske studier, der udførtes på patologisk-anatomisk basis. Hoffmanns medicinske system hviler på hans opfattelse af det menneskelige legeme som en maskine, hvis virksomhed Hoffmann forklarede ud fra matematisk-fysiske standpunkter, men han har dog ikke kunnet gennemføre teorien fuldt ud. 
Af hans meget talrige skrifter er Medicina rationalis systematica, i 9 bind (1718—40), Medicina consultatoria, i 12 bind (1731—39), Medicinæ mechanicæ idea universalis (1693) og Medicus politicus (1738) de væsentligste.